# 가톨릭꽃동네대학교
가톨릭꽃동네대학교(가톨릭꽃동네大學校, Catholic Kkottongnae University)는 대한민국 충청북도 청주시에 위치한 대한민국의 사립 대학이다.
충청북도 음성군을 근거지로 한 복지 기관 꽃동네의 정신에 입각한 대학으로 설립되었다. 국문 약칭으로 꽃동네대 혹은 꽃대 등을 사용하고 있다.

## 연혁
1998년 11월 30일, 학교법인 꽃동네현도학원에 의하여 꽃동네현도사회복지대학교가 설립되었다. 이듬해 3월 1일 개교하였다. 2011년 7월, 꽃동네대학교로 교명을 변경하였다. 2021년 5월, 가톨릭꽃동네대학교로 교명을 변경하였다.
한편, 2015년 교육부의 대학구조개혁평가 결과 D+등급을 받은 이력이 있다. 이로 인한 재정 지원 제한은 2017년 실시된 점검 결과 완전 해제되었다.

## 교육편제

### 학부
가톨릭꽃동네대학교는 간호학과, 사회복지학과, 상담심리학과 등 3개 학과를 편제하고 학사 학위 과정을 교수하고 있다.

### 대학원
가톨릭꽃동네대학교의 대학원은 특수 1개원으로 구성되며, 사회복지상담대학원이 설치되어 석사 학위 과정을 교수하고 있다.

## 캠퍼스 풍경
가톨릭꽃동네대학교는 충청북도 소재 사립 대학으로, 상삼리에 캠퍼스가 위치한다. 캠퍼스 내 6동의 건축물이 위치한다. 상삼길이 캠퍼스 서부를 관통하고, 부강외천로가 캠퍼스 중앙을 관통한다. 캠퍼스 인근은 산지로 둘러싸여 있다.

## 같이 보기
- 꽃동네